# Igreja Matriz de Santa Marinha de Trevões

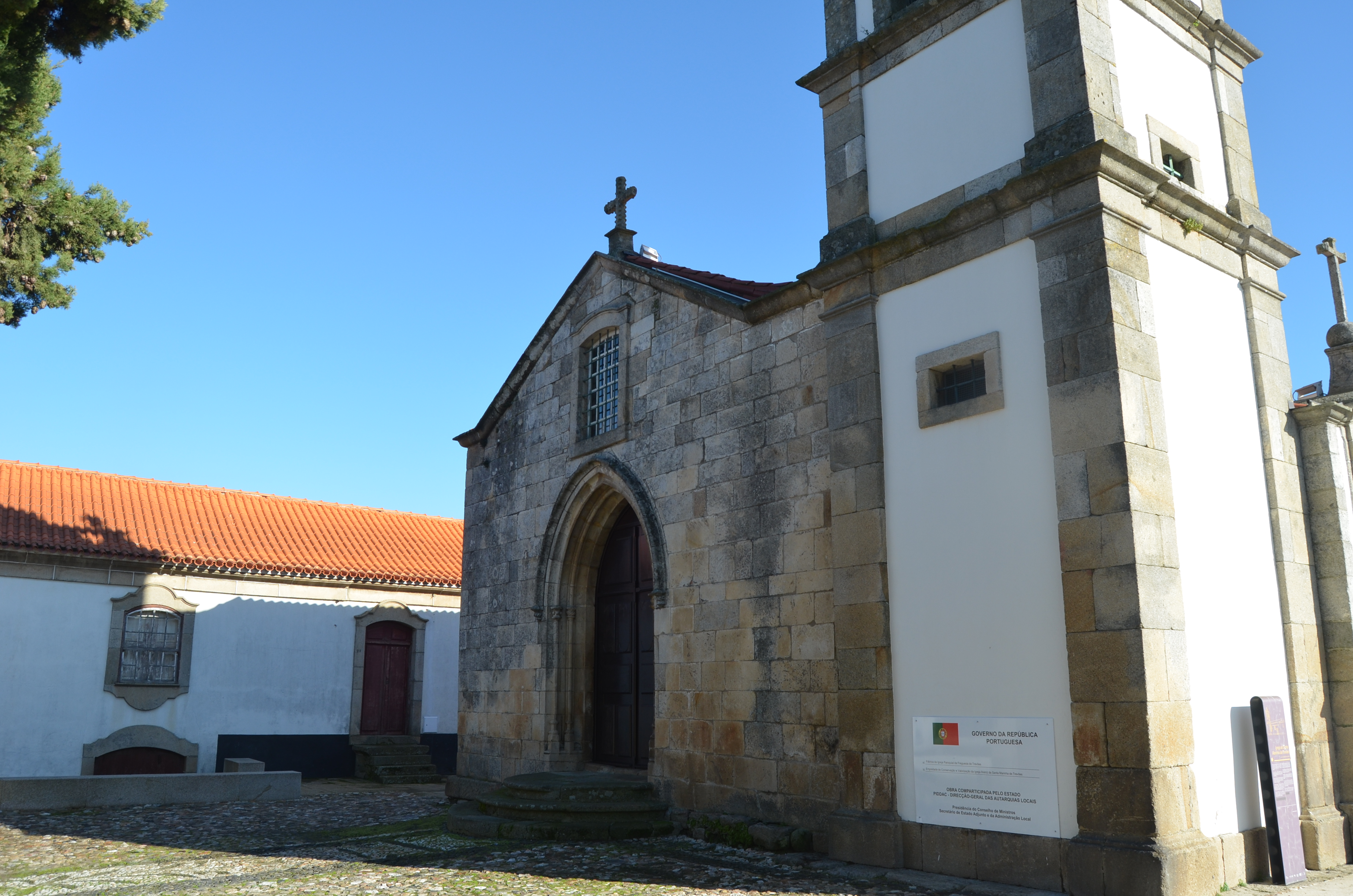

A Igreja Matriz de Santa Marinha de Trevões, Igreja paroquial de Trevões ou Igreja de Santa Marinha  é uma igreja situada em Trevões, na freguesia de Trevões e Espinhosa, município de São João da Pesqueira, em Portugal.
A Igreja de Trevões está classificada como Monumento Nacional desde 1921.

## História
Tendo por orago Santa Marinha, a Igreja possui uma fundação medieval indubitável, tanto mais que, quando foi demolida a velha torre sineira, no século XVIII, foram encontradas pedras sigladas e com inscrições, incorporadas na nova estrutura, e há referência de sepulturas cavadas no adro. Do primitivo edifício, construído entre o século XII e o XIII, resta parte de uma pilastra com friso entrelaçado e arranque de arco, junto ao altar do Espírito Santo, e uma pequena pia de água, colocada na entrada da igreja. 
A restante obra deve ter sido executada nos séculos XV e XVI, como parecem indicar os cachorros do portal principal e do arco triunfal, e a cachorrada no exterior da capela-mor, de iconografia e talhe bem mais próximos das linguagens do gótico final.

## Descrição
O edifício, em excelente estado de conservação, apresenta uma fachada austera, onde se rasga grande portal de arco apontado, sobrepujado por janelão de traça setecentista. Ladeia a fachada imponente torre sineira, mandada construir pelo bispo D. Manuel de Vasconcelos Pereira, em 1775. Do exterior salienta-se o portal norte, em arco apontado com intradorso chanfrado, púlpito, na fachada sul, e os cachorros decorados da capela-mor.
O interior da igreja, de nave única, tem piso lajeado com tampas sepulcrais e tecto revestido a caixotões ornados por volutas e anjos. Sobre a entrada ergue-se o coro alto, construído em 1857, assente em colunas de pedra, onde se incorporam as pias de água benta. Junto à entrada, encontra-se a pia baptismal, de granito, decorada por gomos, datada dos séculos XV/XVI.
Do lado da epístola, abre-se a capela dos Melos, de tecto de madeira oitavado, decorado com imponente retábulo maneirista, dourado e policromado, com tábuas pintadas a têmpera, assente sobre altar de granito.
O arco cruzeiro com colunelos de capiteis decorados, é inteiramente revestido a talha dourada de estilo nacional, reproduzindo o tema das ramagens estilizadas e puttis segurando uvas.
A capela-mor, com tecto forrado a caixotões de madeira, pintados com motivos vegetalistas coroados pelo brasão episcopal, tem retábulo de talha dourada de estilo nacional.
Na parede atrás do retábulo-mor foram recentemente postos a descoberto dois painéis de pinturas a fresco, datadas do século XVI.